# Славко Јан
Славко Јан (Загорје об Сави, 7. август 1904 — Љубљана, 29. април 1987) био је југословенски позоришни редитељ, глумац и универзитетски професор.

## Биографија
Почео је да се бави позориштем у средњој школи. Године 1923. почиње да глуми у љубљанској Драми.
Његово постављање Цанкарових комада сматра се једном од прекретница у развоју словеначког позоришта. Режирао је и гостовао Цанкарове комаде у Паризу.
Био је редовни професор режије на љубљанској Академији за позориште, музику, радио и телевизију, а касније и њен ректор.
Као позоришни глумац одиграо је 276 позоришних улога, режирао 65 представа широм Југославије, радио је на радију и појавио се у три филма.
Био је ожењен глумицом Видом Јуван.
Добитник је више награда и признања.

## Награде
- Стеријина награда за режију[1]
- Прешернова награда, 1948.[1]
- Борштников прстен, 1974.[1]
- Прешернова награда за животно дело, 1980.[1]

## Изабрана театрографија
- Слуге, 17.03.1954, Београд, Народно позориште[2]
- Дон Карлос
- Браћа Карамазов
- Хлапцев
- У луци су орахове љуске
- Тугомир